# 助理裁判员
，香港又称，是在足球比赛中负责協助主裁判执行比赛规则的人员，其中两个站在边线外的助理裁判员一般也称为边裁，其主要职责是当球出界时，示意由哪一方踢角球、球门球或掷界外球；判罚处於越位位置的队员；以及示意发生主裁判视线外的不正当行为或任何其他事件；踢点球时，示意在球被踢出之前守门员是否向前移动，以及球被踢出后是否进门。助理裁判员还包括负责比赛中换人和赛场管理的第四官员，如果主裁判和两名边裁中的任何一位不能继续执行执法工作时，第四官员可以上场替补。

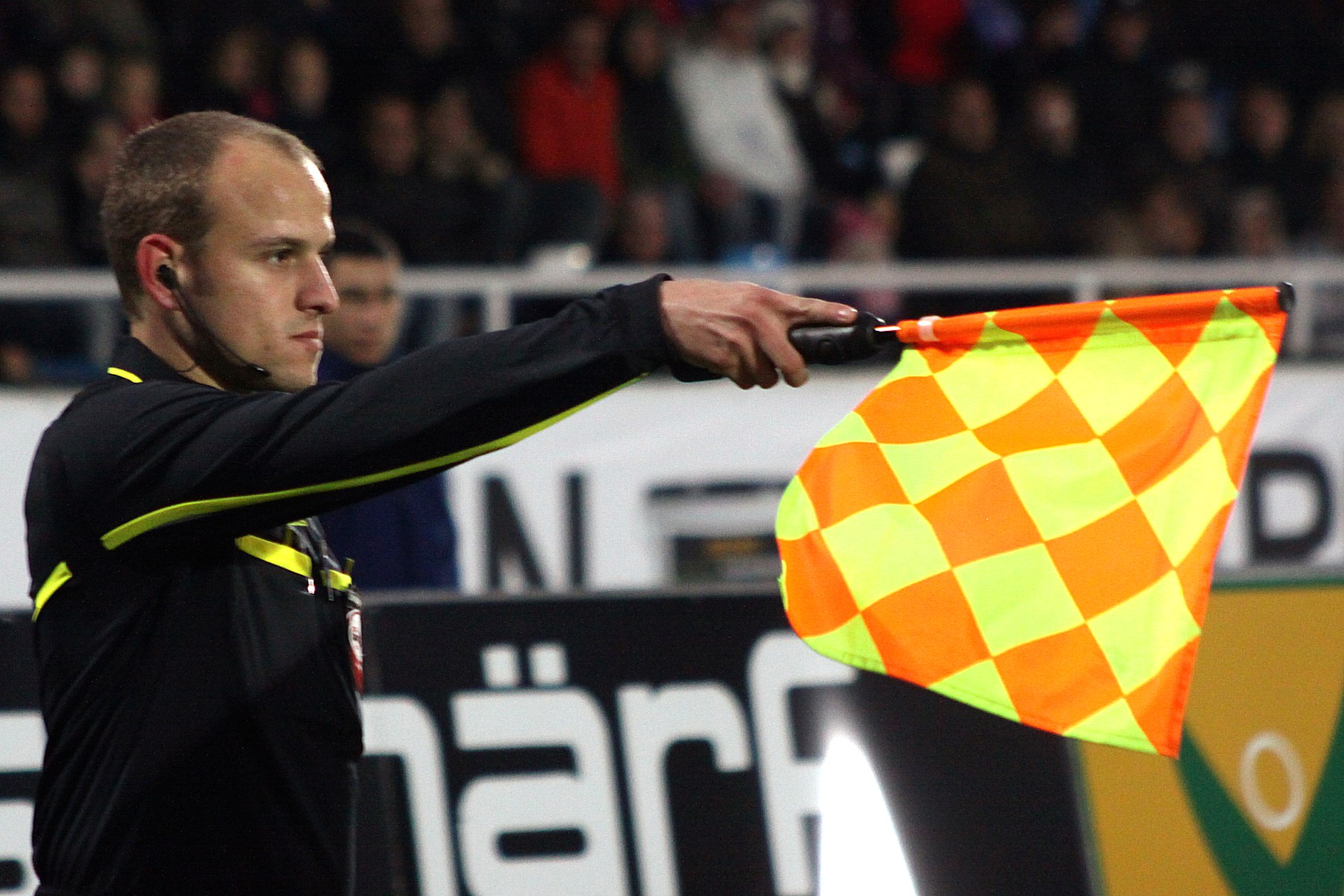
旁證示意越位旗號

部份比賽曾經增設兩個底線球證，協助主球證在比賽中執法，但在可以使用視像助理裁判後，已經不再需要底線球證。

## 分類

### 第四裁判
在第四裁判（又稱儲備裁判，更換裁判，或者RR）協助各種任務的裁判，並可能被要求更換另一場比賽裁判。1966年，英國裁判兼行政長官肯·阿斯頓（Ken Aston）引入了任命具名替補裁判的做法，但國際足球協會理事會（IFAB）直到1991年才正式設立該職位，只列出了責任範圍。僅指示第四位裁判在任何時候都協助裁判，並且他們的職責在很大程度上由裁判決定。通常情況下，第四裁判的桌子距離兩支球隊技術區域之間的接觸線不遠，但是他們的位置不受比賽法則的限制。
通常，第四裁判負責協助裁判員：
比賽之前，之中和之後的管理職能；
評估球員的裝備；
管理換人事務，包括使用帶編號的板子或電子顯示屏（如果提供）；
通過提供的編號板或電子顯示器通知在每個半場末增加的時間；
充當比賽主持人與任何外部代理商（例如體育場館管理員，安全人員和撿球者）之間的聯繫點；
在團隊的技術領域保持禮節；
在裁判員沒有足夠見解的情況下識別犯規或其他侵犯；
在實踐中，第四名裁判成為裁判團隊的關鍵成員，他可以觀察比賽場地和球員，並為裁判員提供視線之外的情況的建議。第四裁判保持一個額外的記錄集，並有助於確保裁判並沒有做出一個嚴重的錯誤，如告誡錯誤的球員，或己給予球員第二張黃牌後，忘記逐球員離場。
如果第四名裁判是主持團隊的初級成員，則通常期望他們在無法繼續履行職責（由於受傷或更換主裁判）的情況下替換助理裁判。但是，在大多數高級別比賽中，第四名裁判是指定的裁判（與助理相反），因此在無法繼續比賽的情況下，由第四裁判代替。

### 第五裁判
該附加助理裁判（AAR）是協助球門線後面的裁判協助裁判在觀察附近可能發生的任何事件的官方禁區。最近的試驗，例如在2009-10歐洲聯盟歐洲聯賽小組賽階段，已經開始為定位在球門線後面的另外兩名助理裁判員增加位置，以“確保遵守比賽法則，並向裁判員通報任何可能發生的任何類型的事件錯過了，特別是在該領域的關鍵區域，如罰球區及其周圍地區，”，但僅通過無線通信系統將其觀察結果告知裁判。他們的位置也給裁判提供了很好的視野，以協助裁判處理“ 幽靈進球 ”式事件。該試驗由IFAB技術專家進行評估。
此審判後來擴展到2011-12賽季歐洲冠軍聯賽和資格賽，以及2012年歐洲足球錦標賽的決賽。他們的接待情況好壞參半。在對歐洲冠軍聯賽，歐羅巴聯賽和2012年歐錦賽以及亞足聯主席杯以及在巴西，法國，意大利，摩洛哥和卡塔爾進行的比賽進行了為期兩年的實驗後，批准了更多助理裁判的使用2012年7月，國際足球協會理事會（IFAB）。在2013年蘇格蘭杯決賽中使用了輔助助理裁判，這是他們首次在蘇格蘭足球的國內比賽中被使用。

## 流行文化
電影《少林足球》中，谢贤饰演的強雄的一段台詞提到：「還有、加上主辦、協辦所有的單位，全部都是我的人，怎麼和我鬥?」

## 外部連結
- （繁體中文）足球的規則[]